# ジェシ・ムラン
ジェシー・ムラン（Jessy Moulin、1986年1月13日 - ）はフランスの元サッカー選手。現役時代のポジションはGK。

## 経歴
2007年からASサンテティエンヌに所属している。2012年までは他クラブにローンに出されていた。2018-19シーズンはチームの第2GKを務めた。
ステファヌ・リュフィエの現役引退をうけ、2020-21シーズンで在籍15年目にして初めて正GKに起用された。
2021年7月19日、ESTACトロワと2年契約を結んだ。